# Passengers (film)
 For alternative betydninger, se Passengers. (Se også artikler, som begynder med Passengers)
Passengers er en amerikansk spændingsfilm fra 2008, skrevet af Ronnie Christensen og instrueret af Rodrigo García. Filmen udkom på dvd i Danmark 24. februar 2009.

## Handling
Claire Summers er en ung terapeut og bliver sat på opgaven, at hjælpe de fem overlevende mennesker efter et flystyrt. Én af dem, Eric, fortrækker, ikke at blive behandlet som en patient, så Claire bliver tvunget til at tage ud til ham og snakke. Men der begynder at ske noget mærkeligt. Efter at passagerene begynder at kunne huske at der skete en eksplosion på flyet, forsvinder de én af gangen. Nu synes Claire at der sker noget mærkeligt, og er opsat på at finde ud af hvad.

## Medvirkende
- Anne Hathaway – Claire Summers
- Patrick Wilson – Eric
- Andre Braugher – Perry
- Dianne Wiest – Toni
- David Morse – Arkin
- Ryan Robbins – Dean
- Clea DuVall – Shannon
- Don Thompson – Norman
- Chelah Horsdal – Janice